# Højesteret (Storbritannien)
 For alternative betydninger, se Højesteret (flertydig). (Se også artikler, som begynder med Højesteret)
Den britiske højesteret (Supreme Court of the United Kingdom) er en af de højeste domstole i Storbritannien og sidste appelinstans i civile og strafferetlige sager under engelsk ret og nordirsk ret, samt civile sager under skotsk ret; den skotske landsret er sidste appelinstans i strafferetlige sager i Skotland. Det usædvanlige ved det britiske retssystem er, at det ikke har en enkelt højeste domstol på nationalt plan. Statsrådets Retsudvalg er således den sidste appelinstans på en række sagsområder af mindre praktisk relevans, som falder udenfor højesterets kompetence. Højesteretten har i forbindelse med sin skabelse fået overført kompetencer fra Retsudvalget til at afgøre tvister, der udspringer af den britiske decentraliseringsproces og som derfor vedrører de decentrale regeringers legale beføjelser eller den regulering, de decentrale parlamenter gennemfører.
Retten deler bygning med Statsrådets Retsudvalg i Middlesex Guildhall på Parliament Square i London.
Den britiske højesteret blev etableret ved forfatningsreformloven af 2005 og påbegyndte sit arbejde den 1. oktober 2009. På denne dato overtog den de juridiske funktioner, som Overhusets Appeludvalg tidligere havde varetaget.

## Historie
Idéen om at skabe en højesteret for hele Det Forenede Kongerige blev første gang luftet i konsultationspapir. fra det ikke længer eksisterende Department of Constitutional Affairs i 2003. Selvom det hér blev bemærket, at der ikke havde været nogen kritik af de siddende dommere i Overhusets Appeludvalg eller noget der tydede på, at der havde været foretaget uretmæssig forskelsbehandling, blev det alligevel fremført, at den faktiske adskillelse af overhusets juridiske og lovgivende funktioner også burde gøres eksplicit.
På den ene side anså man det for betænkeligt, at det eksisterende system kunne opretholde den fornødne gennemsigtighed. Ligeledes var man bekymret for, at den offentlige forståelse af det eksisterende systems struktur var for ringe og kunne føre til misforståelser.
På den anden side kunne man godt se, at hensynet til gennemsigtighed ville føre til, at appeludvalgets dommere ville få en for stor afstand fra lovgivningsprocessen og dermed reducere værdien af både domme og lovgivning. Dernæst blev det pointeret, at det eksisterende system havde fungeret upåklageligt og tilmed ikke var så stor en økonomisk byrde, som en eventuel ny højesteret ville blive.
Reformerne var kontroversielle og blev gennemført med kun en ringe konsultation. Først efterfølgende blev tiltagene debatteret i parlamentet.

## Sammensætning

### Organisation
Den britiske højesteret består af tolv dommere, hvis arbejde støttes af en juridisk og administrativ stab. Da retten har kompetence indenfor alle de tre jurisdiktioner i Storbritannien, er den ikke en organisatorisk del af den normale domstolsstruktur i England og Wales, Nordirland og Skotland, men fungerer uafhængigt heraf.
Britiske højesteretsdommere er ikke udpeget for en bestemt periode, men kan fjernes af parlamentet. Enhver britisk dommer, inklusiv højesteretsdommere, er tvunget til at fratræde sit embede fra når han fylder 70 år, med mindre han er udpeget før 1995; i så fald er fratrædelsesalderen 75 år.
Foruden de tolv permanente dommere kan retspræsidenten anmode dommere fra retterne på niveau under højesteret om at deltage i rettens arbejde som fungerende dommere.

### Udnævnelsesprocedure
Forfatningsreformloven af 2005 fastsætter en procedure for udpegning af dommere til den britiske højesteret. Når der er behov for at besætte et dommerembede, vil der blive nedsat en ad hoc udvælgelseskommission, som vil udpege den nye dommer. Denne kommission vil altid bestå af retspræsidenten, viceretspræsidenten og en repræsentant fra henholdsvis England og Wales, Nordirland og Skotland. Da dommere kan afsættes af parlamentet efter deres udnævnelse, er der ikke indbygget nogen godkendelsesproces i dette system. Efter de nye regler er det ikke længer en nødvendighed, at de kommende dommere samtidig med deres udnævnelse adles.

### De første dommere
Den britiske højesteret består af i alt 12 dommere. Da den skulle påbegynde sit arbejde den 1. oktober 2009, blev ti eksisterende medlemmer af Overhusets Appeludvalg automatisk ansat som højesteretsdommere. Den 11. plads i dommerkollegiet tilfaldt Lord Clarke af Stone-cum-Ebony, der således er den første direkte udpegede højesteretsdommer i Storbritannien. Lord Neuberger af Abbotsbury, som også var medlem af Overhusets Appeludvalg, overtog i forbindelse med omflytningen Lord Clarke af Stone-cum-Ebonys tidligere post som Master of the Rolls og flyttede derfor ikke med over i den nye ret. Sir John Dyson blev den 12. og sidste højesteretsdommer den 13. april 2010.
Baron Phillips af Worth Matravers blev den 1. oktober 2009, som en følge af sin anciennitet, valgt som domstolens første præsident.
I efteråret 2017 havde ni af de oprindelige 12 dommere forladt retten. De fleste var blevet pensionerede.
Efter anciennitet var de første 12 dommere:
| Navn                                                                                         | Født               | Alma mater                                               | Tiltrædelsesdag | Påtvungen tilbagetrækkelsesdato | Tidligere stillinger |
| -------------------------------------------------------------------------------------------- | ------------------ | -------------------------------------------------------- | --------------- | ------------------------------- | --- |
| Lord Phillips of Worth Matravers (Præsident - fratrådt)                                      | 21. januar 1938    | Kings College, Cambridge                                 | 1. oktober 2009 | 21. januar 2013                 | Senior Lord of Appeal in Ordinary (2008–2009) Lord Chief Justice of England and Wales (2005–2008) Master of the Rolls (2000–2005) Lord of Appeal in Ordinary (1999–2000) |
| Lord Hope of Craighead (Vicepræsident - fratrådt)                                            | 27. juni 1938      | St John's College, Cambridge University of Edinburgh     | 1. oktober 2009 | 27. juni 2013                   | Lord of Appeal in Ordinary (1996–2009) Lord President of the Court of Session (1989–1996) Dean of the Faculty of Advocates (1986–1989)                                   |
| Lord Saville of Newdigate (fratrådt)                                                         | 20. marts 1936     | Brasenose College, Oxford                                | 1. oktober 2009 | 20. marts 2011                  | Lord of Appeal in Ordinary (1997–2009) Lord Justice of Appeal (1994–1997)                                                                                                |
| Lord Rodger of Earlsferry (død 26. juni 2011)                                                | 18. september 1944 | University of Glasgow New College, Oxford                | 1. oktober 2009 | 18. september 2019              | Lord of Appeal in Ordinary (2001–2009) Lord President of the Court of Session (1996–2001) Senator of the College of Justice (1995–1996)                                  |
| Lord Walker of Gestingthorpe (fratrådt)                                                      | 17. marts 1938     | Trinity College, Cambridge                               | 1. oktober 2009 | 17. marts 2013                  | Lord of Appeal in Ordinary (2002–2009) Lord Justice of Appeal (1997–2002)                                                                                                |
| Baroness Hale of Richmond (Vicepræsident fra 28. juni 2013, præsident fra 5. september 2017) | 31. marts 1947     | Girton College, Cambridge                                | 1. oktober 2009 | 31. januar 2022                 | Lord of Appeal in Ordinary (2004–2009) Lord Justice of Appeal (1999–2003)                                                                                                |
| Lord Brown of Eaton-under-Heywood (fratrådt)                                                 | 9. april 1937      | Worcester College, Oxford                                | 1. oktober 2009 | 9. april 2012                   | Lord of Appeal in Ordinary (2004–2009) Lord Justice of Appeal (1992–2004)                                                                                                |
| Lord Mance (vicepræsident fra 26. september 2017)                                            | 6. juni 1943       | University College, Oxford                               | 1. oktober 2009 | 6. juni 2018                    | Lord of Appeal in Ordinary (2005–2009) Lord Justice of Appeal (1999–2005)                                                                                                |
| Lord Collins of Mapesbury (fratrådt)                                                         | 7. maj 1941        | Downing College, Cambridge Columbia Law School, New York | 1. oktober 2009 | 7. maj 2011                     | Lord of Appeal in Ordinary (2009) Lord Justice of Appeal (2007–2009) Partner at Herbert Smith (1971–2000)                                                                |
| Lord Kerr of Tonaghmore                                                                      | 22. februar 1948   | Queen's University Belfast                               | 1. oktober 2009 | 22. februar 2023                | Lord of Appeal in Ordinary (2009) Lord Chief Justice of Northern Ireland (2004–2009)                                                                                     |
| Lord Clarke of Stone-cum-Ebony (fratrådt)                                                    | 13. maj 1943       | King's College, Cambridge                                | 1. oktober 2009 | 13. maj 2018                    | Master of the Rolls (2005–2009) Lord Justice of Appeal (1998–2005) |
| Sir John Dyson (fratrådt)                                                                    | 31. juli 1943      | Wadham College, Oxford                                   | 13. april 2010  | 31. juli 2018                   | Deputy Head of Civil Justice (2003–2006) Lord Justice of Appeal (2001–2010)                                                                                              |

## Dommere tiltrådt i 2010 eller senere
- 13. april 2010: John Dyson, Lord Dyson, afløste David Neuberger, Baron Neuberger of Abbotsbury. (Lord Dyson fratrådte selv 1. oktober 2012.)
- 26. maj 2011: Lord Wilson of Culworth, afløste Lord Saville of Newdigate
- 1. januar 2012: Lord Sumption, afløste Lord Collins of Mapesbury
- 6. februar 2012: Lord Reed, afløste Lord Rodger of Earlsferry
- 17. april 2012: Lord Carnwath of Notting Hill, afløste Lord Brown of Eaton-under-Heywood
- 1. oktober 2012: Lord Neuberger of Abbotsbury, afløste Lord Phillips of Worth Maltravers som præsident for retten
- 9. april 2013: Anthony Hughes, Lord Hughes of Ombersley, afløste John Dyson, Lord Dyson
- 9. april 2013: Roger Toulson, Lord Toulson, afløste Robert Walker, Baron Walker of Gestingthorpe. Roger Toulson, Lord Toulson døde den 27. juni 2017, og han fratrådte Højesteretten den 22. september 2016.
- (28. juni 2013: Brenda Hale, Baroness Hale of Richmond, afløste David Hope, Baron Hope of Craighead som vicepræsident)
- 1. oktober 2013: Patrick Hodge, Lord Hodge, afløste David Hope, Baron Hope of Craighead som menig dommer
- (5. september 2017: Brenda Hale, Baroness Hale of Richmond, afløste Lord Neuberger of Abbotsbury som præsident for retten)
- (26. september 2017: Jonathan Mance, Baron Mance, afløste Brenda Hale, Baroness Hale of Richmond som vicepræsident)
- 2. oktober 2017: Michael Briggs, Lord Briggs of Westbourne afløste Lord Neuberger of Abbotsbury som menig dommer.
- 2. oktober 2017: David Lloyd Jones, Lord Lloyd-Jones afløste Anthony Clarke, Baron Clarke of Stone-cum-Ebony.
- 2. oktober 2017: Jill Black, Lady Black of Derwent afløste Roger Toulson, Lord Toulson. Hun var den anden kvindelige dommer i Højesteretten.